# Szófér József
Szófér József Lőb (Kiskunhalas, 1862. május 20. – Paks, 1918. június) Derecske, majd 1902-től haláláig Paks ortodox zsidó főrabbija.

## Élete
Szófér Eleizer paksi rabbi fia. Édesapját 1902-es halála után követte a rabbiszékben. Korábban Derecskén szolgált rabbiként. A talmudikus tudományomkat művelő édesapja nyomán még Paksra hívása előtt öt kötetes, aggadikus könyvet írt Jalkut Szófer címen (Paks, 1894–1903). Ismert egy másik munkája is, a Likuté Szófer. Ez utóbbi a tarjag micvót-nak egy kommentárja. Hagyatékában egyéb, ki nem adott kéziratos munkákat is találtak.
16 éven át vezette a település hitéletét, 1918-ban hunyt el 56 éves korában. Tiszteletét mutatja, hogy a temetésen a városi hatóságok küldöttségei és tanítványai nagy serege volt jelent, az üzleteket pedig – beleértve a nem zsidó kézben levőket – azon a napon mindenki zárva tartotta.
A paksi zsidó temetőben helyezték nyugalomra. A rabbiszékben fivére, Szófér Simon követte.